# Eucalyptus aggregata
Eucalyptus aggregata är en myrtenväxtart som beskrevs av Deane och Joseph Henry Maiden. Eucalyptus aggregata ingår i släktet Eucalyptus och familjen myrtenväxter. Inga underarter finns listade i Catalogue of Life.